# Weiden in der Oberpfalz
Weiden in der Oberpfalz (ufficialmente: Weiden i.d. Opf., letteralmente: "Weiden nell'Alto Palatinato", in bavarese Weidn in da Owapfalz o, colloquialmente, d Wein) è una città extracircondariale bavarese 100 km ad est di Norimberga e a 35 km dal confine con la Repubblica Ceca. Nel suo territorio nasce il fiume Naab.

## Storia
La città venne fondata nel 1241, anche se esisteva un insediamento già intorno al 1000. Weiden fu un importante snodo commerciale, trovandosi all'incrocio fra la cd Goldene Straße, via dell'oro, e la Magdeburger Straße, via di Magdeburgo, che si sviluppava da sud a nord. Nel 1531 Weiden contava 2 200 abitanti. Due incendi, la peste, la guerra dei 30 anni devastarono la città, che si riprese solo alla fine del XVIII secolo.
La vera ripresa risale però al 1863, quando Weiden fu collegata alla ferrovia reale bavarese. La città si industrializzò rapidamente, divenendo un centro della produzione del vetro e della porcellana. Anche la popolazione crebbe significativamente, fino a 10 000 abitanti. Dopo la seconda guerra mondiale, con l'arrivo di tedeschi etnici scacciati dall'Europa orientale, il numero dei residenti salì a 40 000.

## Amministrazione

### Gemellaggi
- Issy-les-Moulineaux, dal 1962
- Macerata, dal 1963
- Weiden am See, dal 1969
- Annaberg-Buchholz, dal 1990